# 3B LAB.☆ (アルバム)
「3B LAB.☆」（スリービーラボ）は、3B LAB.☆のミニアルバム。2002年11月21日にビクターエンタテインメントから発売された。

## 概要
3B LAB.☆のデビュー作品である。ジャケットデザインはイラストレーターのKATOKENが担当している。デビュー日にリリースされたが、それに合わせ収録曲の「DAY」はミュージックステーションで演奏された。なお、この曲は後に発売されたPV集「PVLAB.☆」でもシングル曲に混じって1曲目に収録されている。CCCDでのリリース。

## 収録曲
1. BABY'S FIRST CRY
赤ちゃんの鳴き声は千葉の子供が生まれた時の声を録音したものである。
2. DAY
ミュージックステーションでも演奏された曲。
3. 遠距離失恋愛
歌詞は遠距離恋愛のことが書かれている。
4. 愛の歌
岡平健治が両親の結婚記念日に作った曲。
5. 喜怒哀楽
6. THE 3rd GRADE
歌詞の内容は実話である。
7. 星と僕と君のうた
もともと19解散直前にラジオ内にて作られた曲である。